# Кучи дрян
Кучият дрян (Cornus sanguinea) е храст от семейство дрянови висок до 4 m. Младите му клонки са червеникави, а листата му са голи от горната страна и с власинки от долната. Цветовете са бели, събрани в сенниковидни съцветия и се появяват след разлистването по върховете на клонките. Плодовете са синьо-черни с костилка. Растението се среща в долния и среден планински пояс до 1200 m надморска височина.